# أولاد عبو
أولاد عبو هي قرية في إقليم برشيد منذ 2004 ضمن جهة الشاوية ورديغة بالغرب المغربي. كان مجموع عدد سكان الجماعة الحضرية أولاد عبو 10.748 نسمة.(تعداد السكان الرسمي 2004)

## أعلام
- منير ديان